# 博阿达
博阿达，是西班牙卡斯蒂利亚-莱昂萨拉曼卡省的一个市镇。 总面积30平方公里，总人口390人（2001年），人口密度13人/平方公里。